# Лара Гут
Лара Гут (на немски: Lara Gut) е швейцарска състезателка по ски алпийски дисциплини, носителка на три сребърни медали от световни първенства. Състезава се във всички дисциплини от алпийските ски без слалома. Има 21 победи за Световната купа. 
Гут говори пет езика – немски, френски и италиански като майчини, както и английски и испански. 

## Кариера
Гут е родена на 27 април 1991 г. в Комано, Швейцария. Дебютира в състезание за Световната купа на 28 декември 2007 г., участвайки в гигантския слалом в Лиенц, Австрия. Не се класира или завършва нито едно от първите си четири състезания, които са в гигантски слалом и супер-гигантски слалом. В петия си старт, спускане в Санкт Мориц, Швейцария, провело се на 2 февруари 2008 г., Гут се качва на подиума за първи път, завършвайки на 3-та позиция. Два дни по-късно се класира на пето място в супер-гигантския слалом там. В последното си, седмо за сезона състезание в Сестриере, Италия, отпада в супер-гигантския слалом. Завършва 54-та в крайното генерално класиране за сезона и 26-а в супер-гигантския слалом. 
През сезон 2009/09 Гут участва в 26 състезания във всички дисциплини. Постига първата си победа за Световната купа на супер-гигантския слалом в Санкт Мориц на 20 декември 2008 г. Има едно трето място (гигантски слалом в Земеринг, Австрия) и общо 10 класирания сред първите десет, като не успява да постигне това единствено в слалома. След този сезон не участва повече в състезания по слалом. Завършва на 11-о място в крайното генерално класиране за сезона, а най-добрата ѝ дисциплина е гигантският слалом, в която заема 9-о място в крайното класиране. На световното първенство във Вал д'Изер, Франция, през 2009 г. Гут печели два сребърни медала – суперкомбинацията и спускането, и завършва на 7-о място в супер-гигантския слалом. 
Пропуска олимпийския сезон 2009/10 и не участва в състезанията по алпийски ски на зимните олимпийски игри във Ванкувър, Канада, тъй като не успява да се възстанови от операция на дясното бедро. 
През сезон 2010/11 участва в 24 състезания, като печели супер-гигантския слалом в Цаухензе, Австрия, завършва веднъж втора, два пъти трета и се класира общо девет състезания сред първите десет. Всичките ѝ класирания сред десетте най-добри са в спускането и супер-гигантския слалом, като не участва в нито един слалом. Завършва на 10-о място в крайното генерално класиране за сезона, а най-добрата ѝ дисциплина е супер-гигантският слалом, в която заема 4-то място в крайното класиране. Завършва седма в спускането в крайното класиране. На световното първенство в Гармиш-Партенкирхен завършва 4-та в супер-гигантския слалом и спускането.  Гут е наказана да не участва в стартовете в Земеринг на 28 и 29 декември 2010 г. от швейцарската ски федерация заради критики срещу треньора ѝ Мауро Пини. 
През сезон 2011/12 печели участва в 32 състезания, като най-доброто ѝ класиране е четвърто място в супер-гигантския слалом в Лейк Луис, Канада, и се класира седем пъти сред първите десет. Отново не участва в нито един слалом. Завършва на 14-о място в крайното генерално класиране за сезона, а най-добрата ѝ дисциплина е супер-гигантския слалом, в която заема 8-о място в крайното класиране. 
През следващия сезон участва в 25 състезания, печели спускането във Вал д'Изер и завършва трета на гигантския слалом в Ленцерхайде, Швейцария. Общо 12 пъти е сред първите десет. Завършва на 9-о място в крайното генерално класиране за сезона, а най-добрата ѝ дисциплина е суперкомбинацията, в която заема 4-то място в крайното класиране. Завършва пета в крайното класиране на спускането, шеста в гигантския слалом и десета в супер-гигантския слалом. На световното първенство в Шладминг, Австрия, през 2013 г. печели сребърен медал в супер-гигантския слалом, отпада от суперкомбинацията, завършва 16-а в спускането и 7-а в гигантския слалом. 
В първия старт от олимпийския сезон 2013/14 печели гигантския слалом в Зьолден, Австрия. 